# Jedlovec kanadský ve Šluknově
Jedlovec kanadský je od roku 1997 památným stromem ve Šluknově v okrese Děčín. Strom je výraznou solitérou a pohledovou dominantou, roste při Lužické ulici. Jedinec dosahoval dle dat z roku 2009 výšky 22,5 m a obvodu kmene 250 cm. Stáří stromu je odhadováno na 140–160 let. Stav stromu byl hodnocen jako velmi dobrý.

## Památné stromy v okolí
- Körnerův dub ve Šluknově
- Jedle nikkoská ve Šluknově